# Tsingshan Holding Group
Tsingshan Holding Group ou plus simplement Tsingshan est une entreprise chinoise spécialisée dans la fabrication de nickel et d'acier inoxydable. Tsingshan emploie environ 40 000 personnes.

## Histoire
Tsingshan Holding Group est fondé en 1992.
En 2017, Eramet a signé un accord avec le groupe sidérurgique chinois Tsingshan pour valoriser le gisement de nickel de Weda Bay en Indonésie et produire sur place un ferroalliage de nickel,,.
C'est le premier production mondial d'acier inoxydable en 2019, avec une production estimé à entre 8 et  10 millions de tonnes d'acier inoxydable, soit 15 % de la production mondiale, nécessitant 400 000 tonnes de nickel, sur les 2,4 millions de nickel de production à l'échelle mondial.
En avril 2020, le projet de Weda Bay démarre sa production,.

## Activité
Tsingshan a également investit dans une unité de production d'acier inoxydable en Indosénie à Morowali sur l’île de Sulawesi pour 4 milliards de dollars.